# Paardenkathedraal

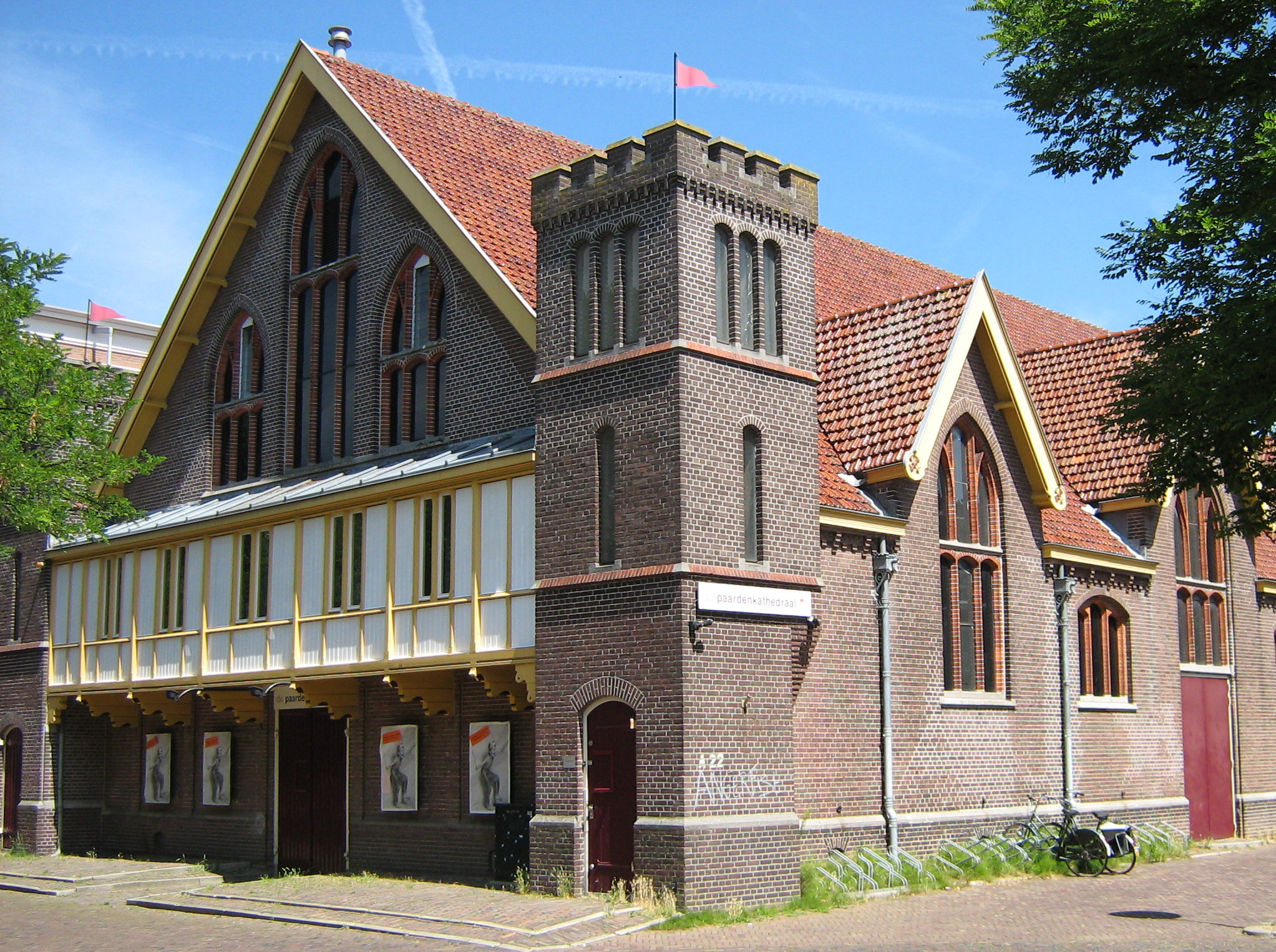
De Paardenkathedraal

De Paardenkathedraal is een theater aan de Veeartsenijstraat in de wijk Wittevrouwen in de Nederlandse stad Utrecht.
Het gebouw is een voormalige manege van de Rijks Veeartsenijschool, de latere Faculteit Diergeneeskunde van de Universiteit Utrecht. De manege werd door rijksbouwmeester C.H. Peters ontworpen en gebouwd in het begin van de twintigste eeuw. De naam Paardenkathedraal ontstond in de volksmond, wegens de karakteristieke voorgevel met de neogotische ramen. Sinds 1993 fungeert het gebouw als theater. Daarvoor heeft het tijdelijk gediend als opslagplaats voor proefschriften van de Universiteit Utrecht.
Het theater werd vanaf de ingebruikname bespeeld door Theatergezelschap De Paardenkathedraal, een toneelvoorziening onder leiding van Dirk Tanghe. In 2009 ging dit over in De Utrechtse Spelen, met als artistiek leider Jos Thie. In 2012 raakte De Utrechtse Spelen in zwaar weer door tegenvallende resultaten. Het K.F. Hein Fonds Monumenten heeft toen De Paardenkathedraal aangekocht en sindsdien huurt het gezelschap het theater. Eind 2013 kwam het gezelschap onder leiding te staan van artistiek directeur Thibaud Delpeut en algemeen directeur Jacques van Veen. In januari 2015 veranderde de naam in Theater Utrecht als symbool van de nieuwe koers. Het gezelschap repeteert en presenteert voorstellingen in De Paardenkathedraal en biedt tevens diverse collega-makers uit de stad aan om werk te presenteren in het theater. 
Het voormalig instituut voor Veterinaire Anatomie, aan de Bekkerstraat ter hoogte van de Griftkade, wordt vaak verward met de Paardenkathedraal.